# Muggenwants
De gewone muggenwants (Empicoris vagabundus) is een wants uit de familie roofwantsen (Reduviidae).

## Uiterlijk
Net als de andere muggenwantsen (Empicoris) is de gewone muggenwants heel dun en heeft hij lange dunne poten, waardoor hij op een mug lijkt en op wantsen uit de familie steltwantsen (Berytidae). De gewone muggenwants heeft een witte verbrede rand van het abdomen (Connexivum). De poten en antennes zijn grotendeels wit met zwarte ringetjes. De lengte is  6 – 7 mm.
In Nederland zijn er twee andere er op lijkende soorten, die zeldzamer zijn. Namelijk de valse breedgeringde muggenwants (Empicoris baerensprungi).en de  breedgeringde muggenwants (Empicoris culiciformis). Die zijn echter kleiner, hebben bredere zwarte ringen om de poten en antennes en het connexivum is donkerbruin/zwart met gele tekening,

## Verspreiding en habitat
De soort wordt aangetroffen in Europa, Azië tot in het noorden van Rusland en China en in Noord-Amerika, In Nederland is het een algemeen voorkomende wants. Hij leeft op de stammen en takken van loofbomen en naaldbomen. 

## Leefwijze
In de bomen is hij op zoek naar kleine insecten en kan zelfs de slachtoffers in spinnenwebben uitzuigen. Het voedsel bestaat o.a. uit bladluizen en houtluizen. De volwassen wants overwintert in wintergroene bomen en struiken en in verdord loof. De nieuwe volwassen generatie verschijnt in juli. 